# Charles Beresford, 1. Baron Beresford

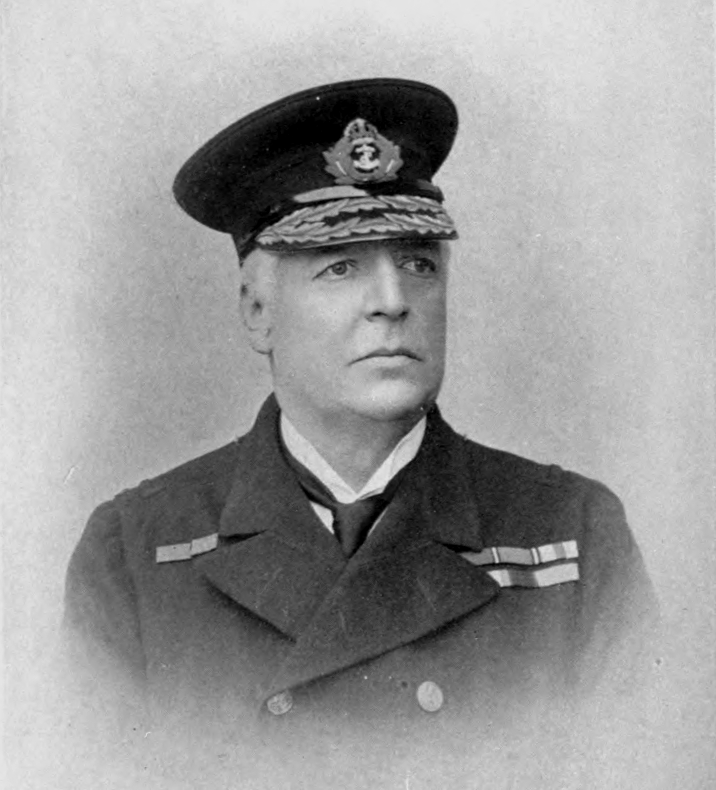
Lord Charles Beresford, 1914

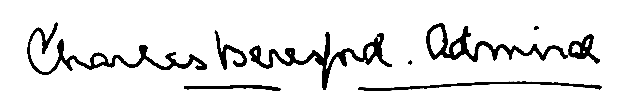
Signatur

Charles William de la Poer Beresford, 1. Baron Beresford GCB, GCVO (* 10. Februar 1846 in Philipstown (heute Daingean), King’s County, Irland; † 6. September 1919 in Langwell, Caithness, Schottland) war ein britischer Admiral und Politiker. Er galt in der britischen Öffentlichkeit als Personifikation von John Bull. Dieses Image pflegte er; sein Markenzeichen war eine Bulldogge, die ihn regelmäßig begleitete.

## Militärische Laufbahn
Beresford war der zweite Sohn des irischen Adligen John Beresford, 4. Marquess of Waterford. Als Sohn eines Marquess führte er ab 1859 das Höflichkeitsprädikat Lord. Er trat im Dezember 1859 in die Royal Navy ein, begleitete 1875 bis 1876 den Prince of Wales, den späteren König Eduard VII., auf dessen Reise nach Britisch-Indien als dessen Aide-de-camp und war zwischen 1878 und 1881 stellvertretender Kommandant der königlichen Yacht HMS Osborne.
1882 zeichnete sich Beresford als Kommandant des Kanonenbootes HMS Condor aus bei der Beschießung und anschließenden Besetzung von Alexandria im Zuge der Niederschlagung der Urabi-Aufstandes.
Beresford nahm 1884/85 an der Gordon Relief Expedition Sir Garnet Wolseleys zum Entsatz von General Gordon in Khartum vor dem Mahdi-Aufstand teil. Dabei wurde er in der Schlacht von Abu Klea verwundet. Am 24. Januar brach Beresford mit General Wilson auf zwei Dampfern nach Khartum auf und erreichte die Stadt am 28. Januar, zwei Tage nachdem sie gefallen und Gordon getötet worden war.
Seit dem 25. Juni 1875 war Beresford verheiratet mit Mina Gardner, mit der er zwei Töchter hatte, Kathleen und Eileen Theresa Lucy.

## Politik und Flotte
Bereits 1874 wurde er als Konservativer zum Mitglied des House of Commons für das County Waterford gewählt und blieb dies bis 1880. Zwischen 1885 und 1889 wurde er für Marylebone Ost gewählt, für York 1898–1899, für Woolwich 1902–1903 und für Portsmouth seit 1910. Im Parlament übte er Anfang des 20. Jahrhunderts scharfe Kritik an den britischen Flotteneinrichtungen.
Zwischen 1886 und 1888 bekleidete Beresford das Amt eines Lords der Admiralität, er wurde 1897 zum Konteradmiral ernannt. 1898 besuchte er als Vertreter der vereinigten Handelskammern China. Darüber berichtete er in seinem Werk The break-up of China (1899). Zwischen 1900 und 1902 war er zweiter Befehlshaber der Mittelmeerflotte, wurde dann als Vizeadmiral zur Disposition gestellt, als er sich wiederum ins Parlament wählen ließ.
1903 trat er erneut in den aktiven Dienst und wurde zum Befehlshaber der Kanalflotte ernannt. Im Dezember 1904 kommandierte er die Mittelmeerflotte. Zwischen 1907 und 1909 war er wieder Befehlshaber der Kanalflotte. In diese Zeit fiel der Konflikt zwischen Beresford und dem Ersten Seelord Sir John Fisher, der die Royal Navy zu Beginn des 20. Jahrhunderts intern stark beschäftigte. Fisher und Beresford waren erfahrene Seeoffiziere, hatten aber unterschiedliche Auffassungen über die Reform der Flotte und über die Zukunft der Royal Navy. Daneben spielten Klassengegensätze zwischen dem sozialen Aufsteiger Fisher und dem Adligen Beresford eine Rolle, wozu außerdem kam, dass Beresford selbst Erster Seelord werden wollte und Fisher als Karrierehindernis betrachtete. Die Rivalität endete, als Beresford 1909 wieder Abgeordneter im House of Commons wurde und Fisher 1910 seine Position aufgab.
1911 schied Charles Beresford aus der Royal Navy aus, er blieb jedoch bis 1916 Parlamentsmitglied. Er schied aus dem House of Commons aus, als er am 28. Januar 1916 zum Baron Beresford, of Metummeh and Curraghmore in the County of Waterford, erhoben wurden und damit ins House of Lords aufstieg. Er starb am 6. September 1919 in Langwell, Caithness, Schottland. Er wurde mit einem Staatsakt in der St Paul’s Cathedral in London geehrt und anschließend im Putney Vale Cemetery beigesetzt. Sein Titel erlosch, da er keine männlichen Abkömmlinge hatte.

## Werke
- Nelson and His Times. Harmsworth Brothers, London 1897.
- The Break-Up of China. With an Account of Its Present Commerce, Currency, Waterways, Armies, Railways, Politics, and Future Prospects. Harper & Brothers, New York et al. 1899 (archive.org).
- The Betrayal. Being a Record of Facts Concerning Naval Policy and Administration from the Year 1902 to the Present Time. P. S. King and Son, London 1912 (archive.org).
- The Memoirs of Admiral Lord Charles Beresford. Little, Brown, and Co., Boston 1914. 2 Bände: (1 – Internet Archive – 2 – Internet Archive).